# Fragmenter
Fragmenter er en dansk eksperimentalfilm fra 1973 med instruktion og manuskript af Ebbe Larsen.

## Handling
En billed- og lydkomposition med stendyssen på Ristinge Klint på Langeland som motiv. Filmen viser vejrets skiften omkring stendyssen året rundt og er optaget over tre år..